# Hynek Jurman
Hynek Jurman (* 4. února 1956 Nové Město na Moravě) je český spisovatel a publicista. Publikoval též pod pseudonymem Bořivoj Nebojsa.

## Život
Vzděláním je strojní inženýr. Vystudoval SPŠS ve Žďáře n. S. (1971–1975) a VUT Brno (1975–1980). Pracoval v MEZ Štěpánov, JE Dukovany (1985–1989), jako učitel na OU Bystřice n. P. (1989–2004) a v TIC Bystřice n. P. (od 2005). Žije ve Štěpánově nad Svratkou.

## Dílo (výběr)
Autor 36 vydaných knih, spoluautor dalších. Zakladatel časopisu Odpich, redaktor Bystřicka a Štěpánovinek. K nejznámějším knihám patří Pernštejnský tis (1991), Smírčí kameny na Vysočině (1996, 4. rozš. vyd. 2010), Jak to bylo s partyzány (1998, rozš. 2002), Bystřicko (1998, rozš. 2000), Žďársko (1998, rozš. 1999), Zlatá léta padesátá (1999), Ve znamení zubří hlavy (2000), Velkomeziříčsko (2001), Zubštejnské dědictví (2001, 2002), Kde hledat poklad (2001), Mluvit jako prezident (2003), V zatáčkách (2003), Nesmazatelné stopy (2004), Být za vodó (2005), Daleko do sametu (2005), Stíny v nás (2006), Čítanka Vysočiny (2009), Omyly tradované (2010), Na bystré vodě – Bystřice nad Pernštejnem (2010), Spěte sladce! (2014), V nejkrásnějším údolí na světě (2014), Ozvěny Vysočiny (2015, 2017), Martyrium (2017).
Autor filmového scénáře V nejkrásnějším údolí (2015) a divadelních her Čert na Sýkoři (premiéra 1999, obnovená 2013), Kartářka (premiéra 2014), Kudlička a Voves (2016) a Nevděk.
Vítěz soutěže o nejlepší reportáž České centrály cestovního ruchu 1998 a vítěz fotografické soutěže Zrcadlení s cyklem Dejme hlavy dohromady 2013.
Syn MgA. Michal Jurman (1982) je novinář, básník, rozhlasový reportér, mluvčí FAČR. Přispěl otci do tří sbírek fejetonů: Kde hledat poklad (oddíl Propast, 2001), Mluvit jako prezident (oddíl Na půl huby…, 2003) a Jak být bohatý (oddíl Svízel vánků Vysočiny, 2007). V roce 2000 vyhrál celostátní soutěž v poezii „Soutěž s Parkerem“. Autor řady rozhlasových pořadů a her, např. „A kdo jsi ty?“ aneb Definice Vítězslava Gardavského. V létě 2007 vydal prvotinu veršů Nocivír, která též celá zazněla v rozhlase. Autor knihy Zvukové umělecké experimenty v českém rozhlasovém vysílání (2008), která se používá jako skripta na JAMU. Za sbírku veršů Vstupnice do novoduru (2012) byl navržen na Ortenovu cenu.
Databáze NK ČR eviduje ke 40 knižních vydání děl Hynka Jurmana, například:
- Štěpánov nad Svratkou – 1285–1985 (průvodce minulostí i současností Štěpánova nad Svratkou; Štěpánov nad Svratkou, MNV, 1984)
- Pernštejnský tis (Pověsti ze Zubří země, ilustr. Stanislav Bělík; Brno, Petrov, 1990)
- Spěte sladce!, aneb, Příběhy hřbitovů Bystřicka a okolí (Štěpánov nad Svratkou, Hynek Jurman, 2014)
- Martyrium, aneb, Kulak studnický (životní příběh Cyrila Musila; Štěpánov nad Svratkou, Hynek Jurman, 2017)